# Roxton-Sud

Roxton-Sud est un hameau compris dans le territoire de la municipalité de Roxton Pond dans La Haute-Yamaska au Québec (Canada).
Elle est parfois appelée « South Roxton » car elle fut tout d'abord colonisée par une petite société canadienne-anglaise d’origine américaine.

## Toponyme
Sa dénomination est tirée de celle du canton où elle se situe, désigné en 1795 et proclamé en 1803. Le nom « Roxton » tire son appellation d'un village d'Angleterre, Roxton (Bedfordshire)[réf. nécessaire].

## Histoire
C’est à partir de 1790 que le gouvernement britannique du Canada divisa en cantons les terres réparties au sud de la rivière Richelieu. Les cantons étaient concédés en grande partie à des loyalistes qui, en échange, devaient s’engager à peupler ces territoires pour développer la colonisation.
Le canton de Roxton comprend Roxton Pond, Roxton Sud et Roxton Falls. Ce canton fut concédé le 8 janvier 1803 à Elizabeth Ruiter (veuve de John Ruiter un commandant militaire).
Bien que le canton fût octroyé en 1803, c'est en 1834 que la colonisation de Roxton-Sud débuta, alors qu'Abraham Sanborn s'y installa. James Savage, Alanson Ball, Benjamin Kilborne et Rufus Ashton Kimpton suivront peu de temps plus tard. Le développement de Roxton-Sud s'est surtout effectué après l'arrivée du chemin de fer du South Eastern (CP), en 1879.

« Aujourd’hui déserté par l’industrie, le commerce et le chemin de fer, Roxton-Sud ne laisse rien transparaître du dynamisme et de l’effervescence qui l’animaient autrefois. L’agriculture a perdu son importance dans l’économie régionale et la communauté anglophone s’est éteinte; les deux églises protestantes sont disparues, emportant avec elles une partie de la mémoire d’un autre temps. »

— Mario Gendron, historien

### South Eastern Railway
Le chemin de fer reliait Drummondville à Sutton, en passant par Acton-Vale, Roxton-Falls, South-Roxton et Waterloo.
South Roxton station 
Depression, ground, 493 ; rail 
Summit, ground, 540 ; rail
Aujourd'hui, le chemin de fer a été remplacé par une piste cyclable.
Donc il est possible de voir à quel endroit exactement le South Eastern Railway passait.

## Lieux
Comme le fait mention Mario Gendron dans son texte ci-dessus, Roxton-Sud est désormais vidé de tous commerces et industries, ne laissant que des maisons résidentielles. Voici une liste rudimentaire des lieux et bâtiments existant et/ou ayant existé à Roxton-Sud.
Lieux et bâtiment ayant existé
- Église méthodiste
- Église anglicane
- La Beurrerie[3]

Intersection Route 139, 3e rang
- Fabrique de tofu; Multosoya (1981-1991)

Intersection Route 139, 3e rang
- Magasin général
- Bureau de Poste
- Le Miner's Mill
- Boutique du forgeron
- Le moulin à scie
- Séchoir à bois

Lieux et bâtiments existant
Outre les maisons qui constituent le hameau de Roxton-Sud aujourd'hui, certains vestiges du passé peuvent être vus.
- Cimetière anglican - Situé non loin du rang Maxime, le cimetière anglican constitue un des derniers vrais vestiges de Roxton-Sud. Les familles fondatrices de Roxton-Sud y reposent. (Sanborn, Smith, Savage, Ball, Kilborne, Kimpton)
- Piste cyclable - Après la fermeture du South Easthern Railway, le chemin de fer qui croise le chemin Roxton-Sud a laissé sa place à une piste cyclable.
- Un garage - Cette vieille bâtisse, située au coin route 139 et 3e rang était l'emplacement de l'ancienne beurrerie et de l'usine de tofu.
- Croix de chemin - À l'entrée du chemin Roxton-Sud. Croix de chemin de Roxton-Sud